# مثبط إنزيم

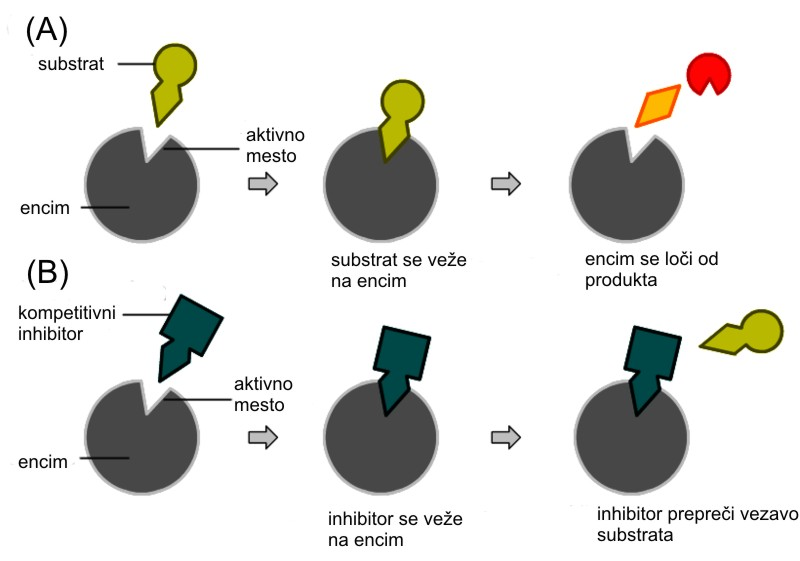

مثبطات الإنزيمات  (بالإنجليزية: Enzyme inhibitors) هي جزيئات ترتبط بالإنزيمات وتقلل من نشاطها بشكل مؤقت أو دائم.
ربط المثبط يمكن أن يوقف المادة الركيزة من دخول موقع الإنزيم النشط و/أو منع الإنزيم من تحفيز تفاعله. وهناك نوعين للمثبطات، إما انعكاسية أو لا انعكاسية. المثبطات اللا انعكاسية عادة تتفاعل مع الانزيم وتغيره كيميائيا (عن طريق تشكيل الروابط التساهمية). هذه المثبطات توجد لتعديل بقايا الأحماض الأمينية الرئيسة اللازمة للنشاط الأنزيمي. في المقابل، يوجد مثبطات انعكاسية التي ترتبط بروابط غير تساهمية، وأنواع مختلفة من المثبطات تـُنتج اعتمادا عما إذا كانت هذه مثبطات لربط إنزيم ما، أو مجموع الانزيم والمادة الركيزة، أو كليهما. العديد من جزيئات الدواء مثبطة للإنزيمات، لذلك فإن اكتشافها وتحسينها هو مجال نشط جدا في بحوث الكيمياء الحيوية والصيدلة.
وكثيرا ما يحكم على مثبط الإنزيم الطبي حسب تصنيفه (افتقاره لرابطة ببروتينات أخرى) وفاعليته (حسب ثابت التفكك الخاص به، الذي يعطي تركيزه الضروري لتثبيط الانزيم). فإذا كانت تلك الخاصتين عالية له فهذا يعني أن الدواء سيكون له آثارا جانبية قليلة، وبالتالي تكون درجة سميته منخفضة.
مثبطات الانزيم تحدث أيضا بشكل طبيعي وتشارك في تنظيم عملية الأيض. على سبيل المثال، الإنزيمات في المسار الأيضي يمكن تثبيطه بالمنتجات التي تنتج خلال سلسلة التفاعلات وتعمل على تثبيطها. هذا النوع من ردود الفعل السلبية يبطئ خط الإنتاج عندما تبدأ المنتجات في البناء وهو وسيلة هامة للحفاظ على التوازن في الخلية. مثبطات الانزيم الخلوية الأخرى هي البروتينات التي ترتبط بالانزيم وتمنع عمله. هذا يمكن أن يساعد في السيطرة على الانزيمات التي قد تكون ضارة للخلية، مثل البروتياز أو نوكليسيس. يمكن أن تستخدم مثبطات الإنزيم الطبيعية كوسيلة للحماية ضد أي جسم غريب أو مؤذي.

## مثبط تنافسي
المثبط التنافسي هو عبارة عن مادة مشابهة جدا ببنيتها الكيميائية لبنية المادة الهدف (الركيزة) التي ترتبط بالانزيم مما يجعلها قابلة للارتباط بالمستقبل على الانزيم فتثبط عمله، يمكن التفوق على هذا المثبط بزيادة تركيز المادة الهدف (الركيزة). المثبطات العكسية تزيد من عملها عن طريق التفاعلات غير التساهمية مثل روابط الهيدروجين، والروابط الأيونية. روابط ضعيفة متعددة بين المثبط والموقع النشط تندمج لإنتاج روابط قوية ومحددة. على عكس المواد الركيزة والمثبطات الا عكسية، المثبطات العكسية عموما لا تخضع للتفاعلات الكيميائية عندما تكون مرتبطة بانزيم ويمكن إزالتها بسهولة مثل غسيل الكلى.

أنواع المثبطات العكسية:
1)  المثبطات العكسية التنافسية [الإنجليزية]: في هذه الحالة، لا يمكن ربط المادة الركيزة والمثبط على الانزيم في نفس الوقت. هذا ينتج عادة عند وجود ألفة كيميائية بين المثبط والموقع نشط من الانزيم حيث ترتبط المادة الركيزة أيضا؛ المادة الركيزة ومثبط يتنافسان للوصول إلى الموقع النشط للإنزيم. هذا النوع من تثبيط يمكن التغلب عليه عن طريق زيادة تركيز المادة الركيزة. المثبطات التنافسية غالبا ما تكون مشابهة في هيكل المادة الركيزة الحقيقية.
2) المثبطات غير التنافسية: يرتبط المثبط مع الإنزيم في كلا الحالتين سواء كان هذا الإنزيم مرتبطا بركيزته وكان موقعه النشط مشغولا أو لم يكن مرتبطا وكان موقعه النشط فارغا.
3)  المثبطات اللاتنافسية [الإنجليزية]: يرتبط المثبط بالمعقد الذي يتشكل بين الركيزة والإنزيم فقط. يحدث عادةً عندما يكون هناك ركيزتين أو أكثر.
4)  المثبطات المختلطة [الإنجليزية]: يمكن للمثبط الربط بالانزيم في نفس وقت ربط المادة الركيزة له. ومع ذلك، فإن ربط المثبط يؤثر على ربط المادة الركيزة، والعكس صحيح. هذا النوع من تثبيط يمكن تخفيضه، لا التغلب عليه، من خلال زيادة تركيز المادة الركيزة. على الرغم من أنه من الممكن للمثبطات من هذا نوع الربط في المواقع النشطة، وهذا النوع من التثبيط عموما ينتج عن  حيث يرتبط المثبط على مواقع مختلفة على الإنزيم. المثبط المرتبط بهذه المواقع ألوستيريك تتغير هيئة تشكلها بحيث تقل  المادة الركيزة للموقع النشط.

## مثبط غير تنافسي
هو مثبط يرتبط بموقع خاص به على الانزيم مما يسبب بتغير البنية الفراغية للمستقبل على الانزيم فلا تستطيع المادة الهدف (الركيزة) الارتباط بالمستقبل الخاص بها على الانزيم، فيُثبَّط عمل الانزيم.
المثبطات الاعكسية  في العادة تعادل الانزيم تساهميا، بالتالي لا يمكن للتثبيط الانعكاس. المثبطات الانعكاسية غالبا ما تحتوي على مجموعات وظيفية نشطة مثل خردل النيتروجين، الألدهيدات، هالوالكينات، ألكينات، أو فلوروفوسفوناتس. هذه المجموعات المحبة اللإلكترونات تتفاعل مع سلاسل الجانبية للأحماض الأمينية لتشكيل روابط ادوكتس التشاركيه والتساهمية. المواد المعدلة هي تلك التي تحتوي على سلاسل جانبية تحتوي على نوكلوفيلز مثل مجموعات الهيدروكسيل أو السلفهيدريل؛ وتشمل هذه الأحماض الأمينية سيرين، السيستين، ثريونين، أو التيروزين. المثبطات الانعكاسية محددة لفئة واحدة من الانزيمات ولا تعطل نشاط جميع البروتينات، حيث انها لا تعمل عن طريق تدمير بنية البروتين بل عن طريق تغيير الموقع النشط لهدفها. على سبيل المثال، الزيادة في درجة الحموضة أو درجة الحرارة عادة ما يسبب في تحطم كل بنية البروتين، ولكن هذا التأثير غير محدد. وبالمثل، فإن بعض العلاجات الكيميائية غير المحددة تدمر بنية البروتين: على سبيل المثال، ارتفاع الحرارة في حمض الهيدروكلوريك المركز سوف يقوم بتحطيم وتكسير روابط الببتيدات مما يسبب في تكسسر البروتينات، إلى ان تصبح الاحماض الامينية حرة.

## الوصف الكمي للتثبيط العكسي
يمكن وصف التثبيط العكسي كمّيا من خلال فهم ارتباط المثبطات بالانزيم أو ارتباطها بمركب الانزيم والمادة التي يرتبط بها، وتأثيرها على ثوابت  حركة الانزيم. مخطط مايكل مينتين شرح فيه ارتباط الانزيمE مع المادة S لتكوين مركب الانزيم والمادة ES. عند التحطيم تنتج المادة P والإنزيم الحر. المثبط I يستطيع الارتباط بالانزيم E أو ES مع ثوابت التحلل K1 و K2
المثبطات التنافسية تستطيع الارتباط بالانزيمE ولكن ليس بالمركبES  . التثبيط التنافسي سوف يزيد من Km (المثبط يتداخل مع ارتباط المادة) لكن لا يؤثر على  Vmax (المثبط لا يستطيع التأثير في ES لأنه لا يستطيع الارتباط فيها).
المثبطات غير التنافسية ترتبط مع ES. المثبطات غير التنافسية لها نفس قابلية الارتباط بكل من E و ES(K1=K1’). التثبيط غير التنافسي لا يغير من Km ولكن يقلل من Vmax
المثبطات والتي تكون بنوعين التنافسية وغير التنافسية  ترتبط  مع الانزيم E والمركب ES ولكن ارتباطهم وقابلية ارتباطهم مختلفة حيث لا تكون (K1=K2) وعلى الرغم من ان هذه المثبطات تتداخل مع ارتباط المادة (تزيد Km) وتعمل على تقليل Vmax

## قياس ثوابت تفكك المثبط العكسي
يتميز مثبط الانزيم من خلال اثنين من ثوابت التفكك Ki,Ki` بالنسبة للانزيم ومركب الانزيم والمادة بالترتيب.  يمكن قياس ثابت مثبط الانزيم Ki` مباشرة من خلال عدة طرق، مت أكثر الطرق دقة هي طريقة قياس السعرات الحرارية متساوية الاحرارة بالمعايرة، حيث يتم معايرة مثبط الانزيم في محلول ويتم قياس الحرارة المنبعثة أو الممتصة. ولكن من الصعب قياس ثابت التفكك Ki` مباشرة وذلك لقصر عمر مركب الانزيم والمادة ولأنه يتفاعل كيميائيا ليكون النواتج. ولذلك فان Ki` من الصعب قياسه بطريقة مباشرة، لذلك يتم قياسه بمراقبة نشاط الانزيم تحت تأثير تراكيز متعددة للمادة والمثبطات وتعبئة النتائج وتطبيقها على معادلة مايكل منتن. V=(Vmax[S])/(aKm+a`[S]).

## الاستخدام
كثير من الأدوية تكون عبارة عن مثبطات إنزيمية حيث أنها تمنع نشاط إنزيم ما مما يتسبب بقتل عوامل ممرضة أو يضبط الاستقلاب مثلا. تستخدم مثبطات الإنزيمات كمبيدات حشائش ومبيدات آفات. ليست كل الجزيئات التي ترتبط بالإنزيمات مثبطة فهناك المنشطات الإنزيمية.
و خلال وجود المثبط فان فعالية الانزيم Km و Vmax تصبح (a/a`)Km و (1/a`)Vmax بالترتيب، ولكن معادلة مايكل منتن المعدلة تفترض ان ارتباط المثبط مع الانزيم قد وصل مرحلة التوازن والتي قد تكون عملية بطيئة جدا للمثبطات مع ثوابت التفكك شبه النانومولارية. في هذه الحالات يكون من العملي ان نعامل المثبطات التي ترتبط بشدة على انها مثبطات غير عكسية. تأثيرات الانواع المختلفة من المثبطات العكسية على نشاط الانزيمات يمكن ترجمته باستخدام الممثلات التصويرية لمعادلة مايكل منتن مثل لينويفر بيرك وايدي هوفستي. على سبيل المثال في معادلة لينويفر عند تمثيل التثبيط المنافس بيانيا فأنه يقطع المحور الصادي، وذلك يوضح ان مثل هذه المثبطات لا تؤثر في Vmax. بينما خطوط التثبيط غير التنافسي تقطع محور السينات وتظهر انها لا تؤثر في Km. ولكن من الصعب تقدير Ki and Ki` من خلال التمثيل البياني، لذلك ينصح بتقدير هذه الثوابت باستخدام طرق غير خطية.
الاستخدامات الأكثر شيوعا لمثبطات الإنزيم هي أدوية لعلاج الامراض. العديد من هذه المثبطات تستهدف انزيم في جسم الإنسان وتهدف إلى تصحيح حالته المرضية. ومع ذلك، ليس كل الأدوية مثبطات الإنزيم. بعضها، مثل الأدوية المضادة للصرع، التي تغير من نشاط الانزيم عن طريق التسبب في زيادة إنتاجيته أو تقليلها، والتي لا علاقة لها بالانواع المذكوره اعلاه. مثال على مثبط إنزيمي طبي هو (الفياجرا)، وهو علاج شائع للذكور الذين يعانون من ضعف الانتصاب. هذا الجزيء يعمل على زيادة الاشارات بالجسم والتي تعمل على استرخاء العضلات الملساء في الجسم ويزيد من تدفق الدم وتوسع الشرايين الدموية، مما يسبب الانتصاب.  بما ان الادوية تقلل من نشاط الانزيم الذي يوقف هذه الاشارات،  فإنه يجعل هذه الإشارات تستمر لفترة أطول من الزمن. وهناك مثال آخر على التشابه الهيكلي لبعض مثبطات الإنزيمات التي يتم استهدافها نتيجة التشابه  بالشكل والذي يقارن ما بين الميثوتريكسيتت وحمض الفوليك. حمض الفوليك هو الركيزة من اختزال الديهيدروفوليت، وهو انزيم تشارك في صنع النيوكليوتيدات التي يتم تثبيطها بقوة من قبل الميثوتريكسيت. ميثوتريكسيت يقوم بنفس عمل عمل الانزيم ديهيدروفوليت ريدكتيز، وبالتالي توقف إنتاج النيوكليوتيدات. هذه الكتلة من النيوكليوتيد الحيوي هو أكثر سمية لخلايا النمو السريع من الخلايا غير تقسيم، لأن الخلية سريعة النمو لديها القدرة في تكرار الاحماض النووية، وبالتالي ميثوتريكسات غالبا ما تستخدم في العلاج الكيميائي للسرطان.
تستخدم الأدوية أيضا لتثبيط الإنزيمات اللازمة للنجاة من مسببات الأمراض. على سبيل المثال، يحيط بالبكتيريا جدار خلية سميك مصنوع من البوليمر مثل الببتيدوغليكان. العديد من المضادات الحيوية مثل البنسلين والفانكومايسين تثبط الانزيمات التي تنتج ثم تربط خيوط هذا البوليمر معا. هذا يسبب لانقاص قوة جدار الخلية وتفجر البكتيريا.يتم تسهيل تصميم المضادات الحيوية عندما يكون الانزيم الضروري للنجاة من المرض غائبا أو مختلفا جدا في البشر. في المثال أعلاه، البشر لا تنتج ببتيدوغليكان، وبالتالي مثبطات هذه العملية سامة للبكتيريا. كما تنتج السمية في المضادات الحيوية عن طريق استغلال الاختلافات في بنية الريبوسومات في البكتيريا، أو كيفية صنعها للأحماض الدهنية.
مثبطات الإنزيم مهمة أيضا في التحكم بالعمليات الأيضية. يتم تثبيط العديد من المسارات الأيضية في الخلية عن طريق الأيضات التي تتحكم في نشاط الإنزيم من خلال الضوابط التفارغية أو تثبيط المادة الركيزة. ومن الأمثلة الجيدة على ذلك، الضوابط التفارغية للتحلل السكري. هذا المسار يستهلك الجلوكوز وتنتج طاقة. وهناك خطوة رئيسية لتنظيم التحلل السكري هو رد الفعل المبكر في المسار الذي يحفزها فوسفهوفروكتوكيناز. عندما ترتفع مستويات الطاقة، يربط جزي الطاقة موقع ألوستيريك في PFK1 لخفض معدل تفاعل الانزيم. يتم منع انحلال السكر وينخفض إنتاج أتب. يساعد هذا التحكم ردود فعل سلبية الحفاظ على تركيز ثابت من أتب في الخلية. ومع ذلك، لا يتم تنظيم مسارات التمثيل الغذائي فقط من خلال تثبيط منذ تفعيل الإنزيم هو نفس القدر من الأهمية. فيما يتعلق PFK1، والفركتوز 2,6-بيسفوسفهات وأدب هي أمثلة على الأيض التي هي منشطات أروستريك.
ويمكن أيضا  تثبيط الانزيمات الفسيولوجية المثبطة من قبل مثبطات بروتين محددة. تحدث هذه العملية في البنكرياس، الذي يقوم بتثبيط العديد من الانزيمات التي تقوم بتنشيط انزيمات الجهاز الهضمي المعروفة باسم زيموجنس. يتم تنشيط العديد من هذه المثبطات من قبل البروتين تربسين، لذلك فمن المهم منع نشاط البروتبن تربسين في البنكرياس لمنع الجهاز من هضم نفسه. إحدى الطرق التي يتم بها التحكم في نشاط التربسين هو إنتاج بروتين يقوم بتثبيط التربسين وهو محدد وقوي في البنكرياس. هذا المثبط يرتبط بإحكام مع التربسين، ويمنع نشاطه ويحميعضو البنكرياس. فعلى الرغم من أن مثبط التربسين هو بروتين، فإنه يتجنب التحلل كركيزة من البروتياز عن طريق استبعاد الماء من الموقع النشط للتربسين وزعزعة الحالة الانتقالية.
العديد من المبيدات هي مثبطات الإنزيم. أسيتيلكولينستراس (أش) هو انزيم وجدت في الحيوانات من الحشرات للبشر. فمن الضروري أن وظيفة الخلايا العصبية من خلال آليتها لكسر الأسيتيل كولين العصبي في مكوناتها، خلات والكولين. هذا هو غير عادية إلى حد ما بين الناقلات العصبية كما يتم امتصاص معظم، بما في ذلك السيروتونين، الدوبامين، والنورادرينالين، من المشقوق متشابك بدلا من المشقوق. يتم استخدام عدد كبير من مثبطات أش في كل من الطب والزراعة. وتستخدم مثبطات تنافسية عكسية، مثل إدروفونيوم، فيسوستيغمين، ونيوستيغمين، في علاج الوهن العضلي الوبيل والتخدير. المبيدات الكرباميت هي أيضا أمثلة على مثبطات أش عكسها. مبيدات الفوسفات العضوية مثل مالاثيون، باراثيون، وكلوربيريفوس تمنع بشكل لا رجعة فيه أستيل كولينستراس. الكثير من مبيدات الآفات هي انزيمات مثبطة. مثل سلفونيل يوريا تمنع انزيم أسيتولاكتات سينثاس. كل من هذه الإنزيمات مطلوبة للنباتات لجعل الأحماض الأمينية المتفرعة السلسلة. العديد من الانزيمات الأخرى تمنعها مبيدات الأعشاب، بما في ذلك الإنزيمات اللازمة للتخليق الحيوي للدهون والكاروتينات وعمليات التمثيل الضوئي والفوسفورية المؤكسد.

## أمثلة
- أحد أبرز الأمثلة حول المثبطات التنافسية هي:
1) المالونات حيث أنه يُثبط الإنزيم المُسمى نازع هيدروجين السكسينات ويتنافس مع حمض السكسينيك، والذي يمثل الركيزة، على الموقع النشط للإنزيم، (أنظر أيضا أيض الحموض الدهنية).
2) الزاناميفير هو مثبط تنافسي قوي للبروتين السكري نورامينيداز، لعلاج الأنفلونزا A وB.
- أما فيما يخص المثبطات غير التنافسية:
1) أشباه الأفيونيات حيث أنه يُثبط الإنزيم المُسمى حمض النتريك سينثاز بشكل غير تنافسي.
2) السيانيد يُثبط الإنزيمات التنفسية (سيتوكروم سي أكسيداز) بشكل غير تنافسي.
3) النحاس (كبريتات النحاس الثنائي) وأنواع أخرى من الفلزات الثقيلة تُثبط إنزيم الكتالاز.